# (3242) Bakhchisaraj

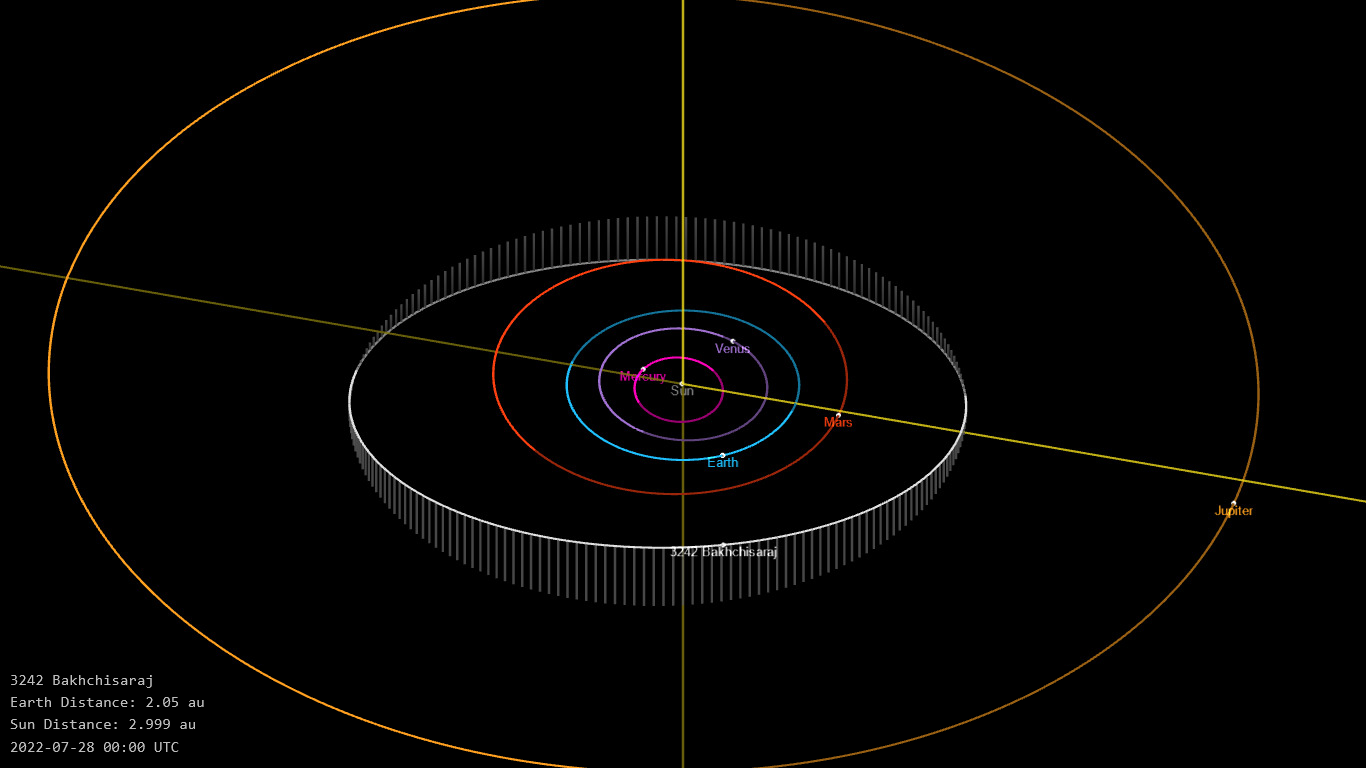
Vue orbitale de Bakhchisaraj

(3242) Bakhchisaraj est un astéroïde de la ceinture principale.

## Description
(3242) Bakhchisaraj est un astéroïde de la ceinture principale. Il fut découvert le 22 septembre 1979 à Naoutchnyï par Nikolaï Tchernykh. Il présente une orbite caractérisée par un demi-grand axe de 2,68 UA, une excentricité de 0,16 et une inclinaison de 12,4° par rapport à l'écliptique.

## Compléments